# Championnat du Panama de football 2000-2001
Navigation
Saison précédente Saison suivante
Le Championnat ANAPROF 2000-2001 est la treizième édition de la première division panaméenne.
Lors de ce tournoi, le Tauro FC a tenté de conserver son titre de champion du Panama face aux neuf meilleurs clubs panaméens.
Chacun des dix clubs participant était confronté deux fois aux neuf autres équipes. Puis les six meilleurs s'affrontaient lors d'une phase hexagonale et enfin les quatre meilleurs lors d'une phase finale à la fin de la saison.
Seulement deux places étaient qualificatives pour la Copa Interclubes UNCAF.

## Les 10 clubs participants
| \| Panama City : Alianza FC Atlético Nacional Euro Kickers Panama Viejo FC CD Plaza Amador Tauro FC I Panama City Deportivo Árabe Unido I Panama City Atlético Chiriquí I Panama City I Panama City I Panama City San Francisco FC Sporting San Miguelito I Panama City \| Localisation des clubs engagés dans le championnat. |
| Panama City : Alianza FC Atlético Nacional Euro Kickers Panama Viejo FC CD Plaza Amador Tauro FC I Panama City Deportivo Árabe Unido I Panama City Atlético Chiriquí I Panama City I Panama City I Panama City San Francisco FC Sporting San Miguelito I Panama City                                                           |

| Club                   | Stade                                    | Capacité          | Ville                  |
| Alianza FC             | Stade Rommel Fernández                   | 32 000            | Panama City            |
| Deportivo Árabe Unido  | Stade Mariano Bula                       | Capacité inconnue | Colón                  |
| Atlético Nacional (en) | Stade Agustín Sánchez                    | 3 040             | Panama City            |
| Atlético Chiriquí      | Stade San Cristóbal                      | 2 500             | David                  |
| Euro Kickers           | Stade Rommel Fernández                   | 32 000            | Panama City            |
| Panama Viejo FC        | Stade Rommel Fernández                   | 32 000            | Panamá Viejo           |
| CD Plaza Amador        | Stade Rommel Fernández                   | 32 000            | Panama City            |
| San Francisco FC       | Stade Agustín Sánchez                    | 3 040             | La Chorrera            |
| Sporting San Miguelito | Stade Rommel Fernández Stade Javier Cruz | 32 000 2 500      | San Miguelito Penonomé |
| Tauro FC               | Stade Rommel Fernández                   | 32 000            | Panama City            |

## Compétition
La compétition se déroule en trois phases :
- La phase de qualification : les dix-huit journées de championnat.
- La phase hexagonale : cinq journées de championnat supplémentaires.
- La phase finale : les matchs aller-retour allant des demi-finales à la finale.

### Phase de qualification
Lors de la phase de qualification les dix équipes affrontent à deux reprises les neuf autres équipes selon un calendrier tiré aléatoirement.
Les six meilleures équipes sont qualifiées pour la phase hexagonale.
Le classement est établi sur le barème de points classique (victoire à 3 points, match nul à 1, défaite à 0).
Le départage final se fait selon les critères suivants :
- Le nombre de points.
- Le nombre de points particulier.
- La différence de buts particulière.
- La différence de buts générale.
- Le nombre de buts marqués.

#### Classements
| Rang | Équipe                 | Pts | J  | G  | N | P  | Bp | Bc | Diff |
| ---- | ---------------------- | --- | -- | -- | - | -- | -- | -- | ---- |
| 1    | Deportivo Árabe Unido  | 35  | 18 | 10 | 5 | 3  | 33 | 17 | +16  |
| 2    | Panama Viejo FC        | 35  | 18 | 10 | 5 | 3  | 37 | 24 | +13  |
| 3    | Tauro FC (T)           | 34  | 18 | 10 | 4 | 4  | 42 | 25 | +17  |
| 4    | San Francisco FC       | 28  | 18 | 7  | 7 | 4  | 26 | 23 | +3   |
| 5    | Atlético Nacional (en) | 24  | 18 | 6  | 6 | 6  | 26 | 24 | +2   |
| 6    | Alianza FC (P)         | 23  | 18 | 6  | 5 | 7  | 19 | 23 | -4   |
| 7    | CD Plaza Amador        | 22  | 18 | 6  | 4 | 8  | 23 | 22 | +1   |
| 8    | Sporting San Miguelito | 17  | 18 | 4  | 5 | 9  | 23 | 24 | -1   |
| 9    | Atlético Chiriquí      | 14  | 18 | 4  | 5 | 9  | 19 | 40 | -21  |
| 10   | Euro Kickers           | 10  | 18 | 2  | 4 | 12 | 26 | 47 | -21  |

| Légende : Qualifications et relégations | Légende : Qualifications et relégations                                               |
| --------------------------------------- | ------------------------------------------------------------------------------------- |
|                                         | Copa Interclubes UNCAF 2001 (en) (Phase de groupes) Qualifié pour la phase hexagonale |
|                                         | Qualifié pour la phase hexagonale                                                     |
|                                         | Relégué en Primera A                                                                  |
|                                         | (T) : Tenant du titre (P) : Promu de la saison 1999-2000                              |

#### Matchs
| Résultats (▼dom., ►ext.)                                   | Ali | Ára | Atl | Chi | Eur | Pan | Pla | San | Spo | Tau |
| Alianza FC                                                 |     | 1-0 | 1-5 | 3-2 | 1-0 | 1-2 | 1-0 | 1-1 | 0-2 | 2-2 |
| Deportivo Árabe Unido                                      | 0-0 |     | 0-1 | 2-0 | 4-0 | 1-0 | 2-0 | 1-1 | 1-1 | 1-1 |
| Atlético Nacional (en)                                     | 1-0 | 1-3 |     | 2-0 | 2-0 | 0-3 | 2-0 | 2-4 | 0-1 | 3-4 |
| Atlético Chiriquí                                          | 2-1 | 0-4 | 3-3 |     | 3-2 | 1-1 | 1-0 | 2-3 | 2-1 | 0-6 |
| Euro Kickers                                               | 1-3 | 1-2 | 1-1 | 3-3 |     | 1-2 | 0-3 | 2-4 | 3-2 | 4-3 |
| Panamá Viejo FC                                            | 2-1 | 2-1 | 1-1 | 2-2 | 2-0 |     | 2-1 | 1-1 | 2-0 | 0-2 |
| CD Plaza Amador                                            | 1-1 | 1-3 | 2-1 | 3-0 | 7-2 | 1-1 |     | 0-0 | 2-1 | 1-0 |
| San Francisco FC                                           | 0-1 | 1-2 | 1-1 | 0-0 | 2-2 | 2-0 | 2-1 |     | 3-1 | 0-3 |
| Sporting San Miguelito                                     | 0-0 | 1-2 | 0-0 | 3-1 | 2-2 | 0-1 | 1-1 | 1-0 |     | 3-2 |
| Tauro FC                                                   | 2-1 | 4-4 | 0-0 | 1-0 | 2-1 | 1-3 | 2-1 | 3-1 | 4-0 |     |
| - Victoire à domicile - Match nul - Victoire à l'extérieur |     |     |     |     |     |     |     |     |     |     |

### La phase hexagonale
Lors de la phase hexagonale les six équipes affrontent à une reprises les cinq autres équipes selon un calendrier tiré aléatoirement.
Les quatre meilleures équipes sont qualifiées pour la phase finale.
Le classement est établi sur le barème de points classique (victoire à 3 points, match nul à 1, défaite à 0).
Le départage final se fait selon les critères suivants :
- Le nombre de points.
- Le nombre de points particulier.
- La différence de buts particulière.
- La différence de buts générale.
- Le nombre de buts marqués.

#### Classement
| Rang | Équipe                 | Pts | J | G | N | P | Bp | Bc | Diff |
| ---- | ---------------------- | --- | - | - | - | - | -- | -- | ---- |
| 1    | Tauro FC (T)           | 10  | 5 | 3 | 1 | 1 | 11 | 7  | +4   |
| 2    | Panamá Viejo FC        | 7   | 5 | 2 | 1 | 2 | 8  | 7  | +1   |
| 3    | Alianza FC (P)         | 7   | 5 | 1 | 4 | 0 | 6  | 5  | +1   |
| 4    | San Francisco FC       | 7   | 5 | 2 | 1 | 2 | 4  | 5  | -1   |
| 5    | Deportivo Árabe Unido  | 5   | 5 | 1 | 2 | 2 | 4  | 6  | -2   |
| 6    | Atlético Nacional (en) | 4   | 5 | 1 | 1 | 3 | 6  | 9  | -3   |

| Légende : Qualifications et relégations | Légende : Qualifications et relégations                  |
| --------------------------------------- | -------------------------------------------------------- |
|                                         | Qualifié pour les demi-finales                           |
|                                         | (T) : Tenant du titre (P) : Promu de la saison 1999-2000 |

#### Matchs
| Résultats (▼dom., ►ext.)                                   | Ali | Ára | Atl | Pan | San | Tau |
| Alianza FC                                                 |     | 0-0 |     | 2-1 |     | 1-1 |
| Deportivo Árabe Unido                                      |     |     |     |     | 1-2 |     |
| Atlético Nacional (en)                                     | 2-2 | 0-1 |     |     |     |     |
| Panamá Viejo FC                                            |     | 1-1 | 3-1 |     | 1-0 |     |
| San Francisco FC                                           | 1-1 |     | 1-0 |     |     | 0-2 |
| Tauro FC                                                   |     | 3-1 | 2-3 | 3-2 |     |     |
| - Victoire à domicile - Match nul - Victoire à l'extérieur |     |     |     |     |     |     |

### La phase finale
Les quatre équipes qualifiées sont réparties dans le tableau final d'après leur classement général.
En cas d'égalité sur la somme des deux matchs, une prolongation et une séance de tirs au but ont éventuellement lieu. Lors de la finale, si les deux équipes n'arrivent pas à se départager un deuxième match est organisé.

#### Tableau
|  | 1/2 finale       | 1/2 finale       | 1/2 finale      | 1/2 finale | 1/2 finale | 1/2 finale |          |     | Finale | Finale | Finale | Finale | Finale |  |
|  |                  |                  |                 |            |            |            |          |     |        |        |        |        |        |  |
|  |                  |                  |                 |            |            |            |          |     |        |        |        |        |        |  |
|  |                  |                  |                 |            |            |            |          |     |        |        |        |        |        |  |
|  | Tauro FC         | Tauro FC         | (1)             | 2          | 3          |            |          |     |        |        |        |        |        |  |
|  | Tauro FC         | Tauro FC         | (1)             | 2          | 3          |            |          |     |        |        |        |        |        |  |
|  | San Francisco FC | San Francisco FC | (4)             | 0          | 2          |            |          |     |        |        |        |        |        |  |
|  | San Francisco FC | San Francisco FC | (4)             | 0          | 2          | Tauro FC   | Tauro FC | (1) | 3      | 0      |        |        |        |  |
|  |                  |                  |                 |            |            |            | Tauro FC | (1) | 3      | 0      |        |        |        |  |
|  |                  | Panamá Viejo FC  | Panamá Viejo FC | (2)        | 3          | 1          |          |     |        |        |        |        |        |  |
|  | Panamá Viejo FC  | Panamá Viejo FC  | Panamá Viejo FC | (2)        | 3          | 1          | (2)      | 3   | 3      |        |        |        |        |  |
|  | Panamá Viejo FC  | Panamá Viejo FC  |                 |            |            |            | (2)      | 3   | 3      |        |        |        |        |  |
|  | Alianza FC       | Alianza FC       | (3)             | 2          | 1          |            |          |     |        |        |        |        |        |  |
|  | Alianza FC       | Alianza FC       | (3)             | 2          | 1          |            |          |     |        |        |        |        |        |  |

#### Demi-finales
| Club            | Aller | Retour | Club             | Commentaire |
| Tauro FC        | 2-0   | 3-2    | San Francisco FC |             |
| Panamá Viejo FC | 3-2   | 3-1    | Alianza FC       |             |

#### Finale
| 28 janvier 2001 | Panamá Viejo FC                                                                           | 4:3 (a.p.) | Tauro FC                                                  | Stade Rommel Fernández |  |
|                 | Erick Martinez 36e · Ricardo Phillips 45e · Erick Martinez 66e · Rodney Ramos 100e (pen.) | (2:1)      | Luis Parra 27e · Luis Parra 66e (pen.) · Mario Méndez 72e |                        |  |

## Bilan du tournoi
| Tableau d'Honneur        |                 |
| Compétition              | Vainqueur       |
| Championnat ANAPROF 2001 | Panamá Viejo FC |

| Qualifications continentales 2001-2002 |                                       |
| Copa Interclubes UNCAF                 | Qualifiés                             |
| Phase de groupes (en)                  | Deportivo Árabe Unido Panamá Viejo FC |

| Promotions et relégations |              |
| Relégué en Primera A      | Euro Kickers |
| Promu de Primera A        | Chorrillo FC |